# 10114 Greifswald
10114 Greifswald (1992 RZ) là một tiểu hành tinh vành đai chính được phát hiện ngày 4 tháng 9 năm 1992 bởi Lutz D. Schmadel và Freimut Börngen ở Tautenburg. Nó được đặt theo tên Greifswald, a German coastal town gần Baltic Sea.